# Włókniarz
Włókniarz (forma żeńska: włókniarka) – robotnik pracujący w przemyśle włókienniczym.
Dla uczczenia tego zawodu główną arterię komunikacyjną Łodzi na kierunku północ-południe, stanowiącą jednocześnie  drogę krajową 1 nazwano „aleją Włókniarzy”', a w Bielsku-Białej: jeden z głównych mostów na Białej - „mostem Włókniarzy”, natomiast park w centrum miasta - „parkiem Włókniarzy”.